# Pyractomena linearis
Pyractomena linearis är en skalbaggsart som beskrevs av Leconte 1852. Pyractomena linearis ingår i släktet Pyractomena och familjen lysmaskar. Inga underarter finns listade i Catalogue of Life.